# Markus Brier
Markus Brier (Wenen, 5 juli 1968) is de beste Oostenrijkse golfprofessional tijdens het eerste decennium van de 21ste eeuw. Hij won twee toernooien op de Europese Challenge Tour en twee op de Europese PGA Tour.

## Amateur
In de 90'er jaren won Markus Brier zowel het Duits als het Zwitsers amateurkampioenschap.

#### Gewonnen
- 1994: Zwitsers amateurkampioenschap
- 1995: Duits amateurkampioenschap

#### Teams
- Eisenhower Trophy: 1994

## Professional
Pas in 1995 besloot hij professional te worden. Hij begon op de Europese Challenge Tour waar hij in 1999 5x een top-3 resultaat behaalde en nog vier top-10 plaatsen. Hij eindigde als 3de op de ranking en kreeg een spelerskaart voor de Europese PGA Tour van 2000. Sindsdien speelt hij daar, alleen in 2002 moest hij even terug naar de Tourschool.
In 2005 won hij op eigen bodem het MAN NÖ Open, wat op dat moment deel uitmaakte van de Alps Tour, maar vanaf 2006 bij de Challenge Tour hoort als vervanger van het Oostenrijks Open, dat in 2006 van de Challenge Tour naar de Europese Tour gaat.
Toen hij in 2006 het Oostenrijks Open won voor eigen publiek, was hij de eerste Oostenrijker die een wedstrijd op de Europese Tour won. Hij kwam op positie 49 van de Order of Merit.
Eind 2007 won hij het China Open en bereikte hij positie 32 van de Order of Merit.

#### Gewonnen

##### Challenge Tour
- 2002: Oostenrijks Open
- 2004: BA-CA Golf Open

##### Europese Tour
- 2006: BA-CA Golf Open
- 2007: Volvo China Open

##### Alps Tour
- 2005: MAN NÖ Open in Oostenrijk

## Stichting
Brier heeft de Markus Brier Foundation opgericht om zijn ervaring te delen met jongere spelers. De stichting probeert meer jeugd bij golf te betrekken en ondersteunt professionals tijdens het begin van hun carrière.